# Kompar
Le Kompar est une montagne culminant à 2 011 m d'altitude dans le massif des Karwendel en Autriche.

## Géographie
Le sommet offre une vue imprenable sur le Große Ahornboden, le groupe du Gamsjoch, le Falkengruppe et le Vorkarwendel.

## Ascension
Le sommet du Kompar est accessible à partir du Hagelhütte (1 077 m d'altitude) dans la Rißtal par le Hasentalalm ou par une route circulaire plus longue via le Plumsalm (1 423 m d'altitude), le refuge du Plumsjoch et le flanc sud du Satteljoch (1 935 m d'altitude). À l'ouest, il est possible de grimper à partir du Kreuzbrücke (992 m d'altitude) par le Grasbergsattel (1 540 m d'altitude) et de là par la crête menant à l'est. En outre, le Kompar est accessible également dans le cadre de la transition du refuge de Tölz au refuge du Plumsjoch  en passant par la Fleischbank et le Hölzelstaljoch.
Le Kompar est une destination populaire, surtout au printemps et en automne, où les sommets de haute altitude dans le Karwendel sont difficilement accessibles en raison des conditions de neige.